# Шлункові камені

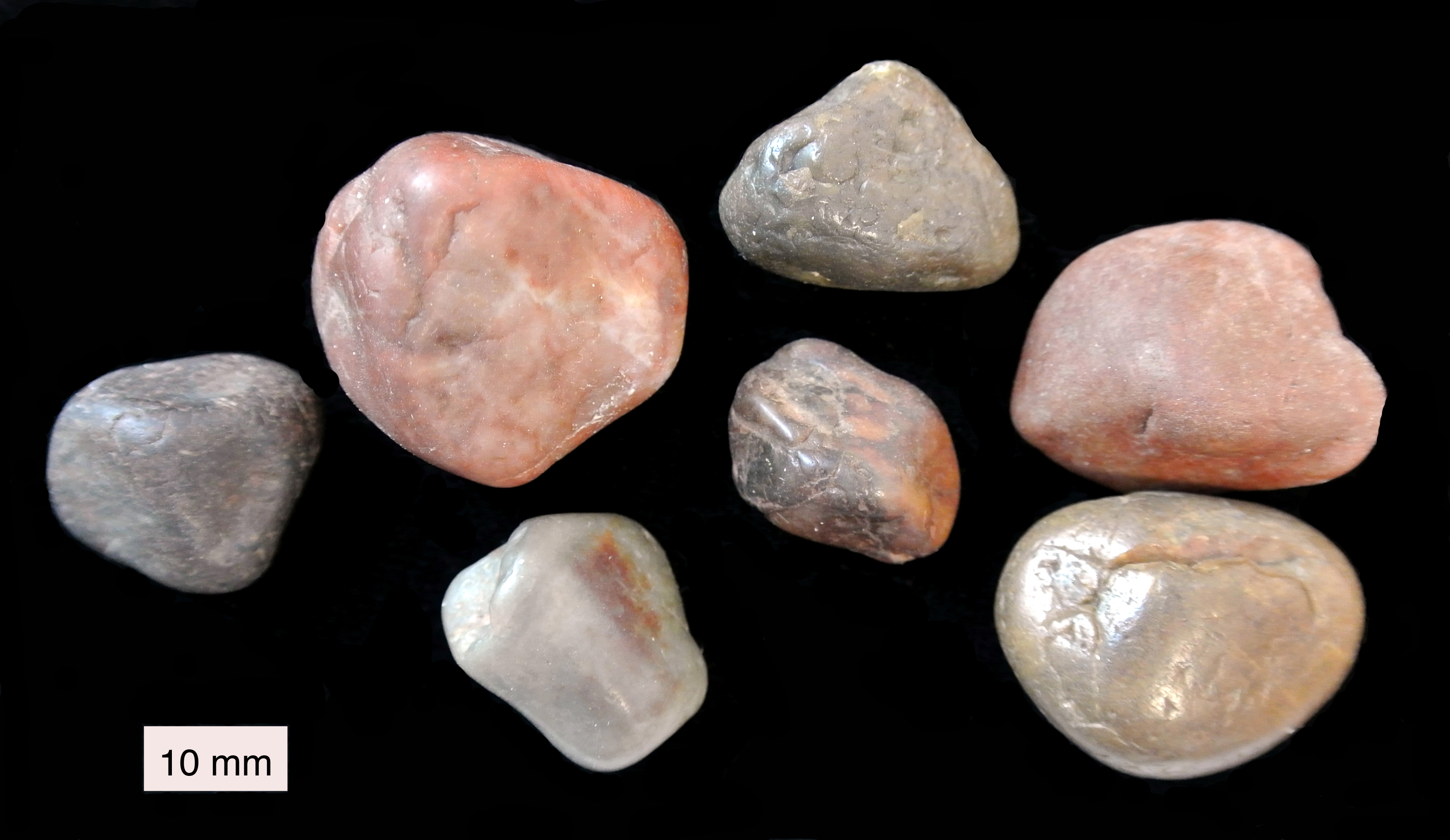

Гастроліти, шлункові камені (лат. gastrolithi, calculi gastrici) — у найширшому значенні — будь-які непоживні тверді тіла (камені, конкременти), які побували всередині травного тракту тварини, незалежно від виконуваних функцій. Трапляються в безхребетних (наприклад, ракоподібних) і в хребетних тварин. Можуть виконувати різні функції, але переважно розтирають їжу.
Зазвичай гастроліти мають розмір від 0,1 % до 3 % тіла тварини.
Серед сучасних хребетних тварин головним чином гастроліти ковтають рослиноїдні птахи, крокодили, тюлені та морські леви. Гастроліти зберігаються у м'язистій глотці та виконують жувальну функцію зубів у тварин без відповідних розмелюючих зубів. Водні тварини використовують гастроліти як баласт. Гранулометричний склад гастролітів залежить від розміру тварини і її потреб. Знайдено гастроліти й малі, як пісок, і великі, як булижники.
Деякі викопні тварини, як, наприклад завроподи, використовували каміння для розмелювання рослин в шлунку. Гастроліти рідко знаходилися в серед скам'янілостей тероподів, і використання ними каміння для подрібнення їжі не є правдоподібним. Водні тварини, як, наприклад плезіозаври, можливо, використовували їх як баласт, щоб балансувати своє тіло або щоб зменшити свою плавучість, так, як крокодили. Потрібно більше досліджень, щоб розуміти функцію каменів у водних тварин. Хоча деякі скам'янілі гастроліти заокруглені та відполіровані, багато каменів у живих птахах не поліруються взагалі. Гастроліти динозаврів можуть мати декілька кілограмів ваги. Каміння, що ковтається страусами може також досягти довжини більш ніж 10 см.
Геологи зазвичай шукають кількох доказів, щоб визначити, чи використовував динозавр певний камінь у процесі травлення. Насамперед потенційний гастроліт повинен відрізнятися від каміння, знайденого навколо своїм геологічним віком. По-друге, він має бути округлої форми й дещо відшліфованим, бо у глотці динозавра, на гастроліти діяли б інші камені та волокнисті матеріали. Останньою умовою повинна бути кістка динозавра, який і ковтнув камінь. Саме останній критерій є дуже проблемним, оскільки гла́дкі камінчики, знайдені біля викопних кісток, часто виявлялися гірськими породами, відточеними вітром або водою. Крістофер Віттл (Christopher H. Whittle) у 1988 р. першим впровадив аналіз покриття гастролітів електронним мікроскопом. Олівер Вінґс (Oliver Wings) у 2003 році виявив, що гастроліти страусів можуть опинитися за межами скелета, якщо тіло потрапило до води відразу ж (кілька днів) після смерти тварини. Він зробив висновок, що це, ймовірно, правдиве стосовно всіх (окрім, можливо, Моа) птахів твердження: завдяки їхнім легким порожнистим кісткам тіло, яке потрапило до води, може плавати протягом часу, коли тіло вже розкладеться настільки, що дозволить гастролітам випасти.
Також гастролітами називаються плоскі вапнякові утворення в стінці шлунка десятиногих ракоподібних. Вони утворюють запаси вапнякових солей, які використовуються під час линяння.

## Термінологія
У різних галузях гастролітами називають різні утворення. В палеонтології хребетних це завжди проковтнуті камені, в біології ракоподібних — шлункові конкременти для зберігання мінеральних речовин. Деякі біологи хребетних, ветеринари й патологи називають гастролітами патологічні каменеподібні утворення (безоари), які виникають у рослиноїдних ссавців внаслідок звалювання проковтнутих шерстинок або волокон овочів. Деякі геологи називають так гладку гальку в дрібнозернистих осадових породах. Біологічні значення терміна є добре поширеними й усталеними у своїх областях, однак в міждисциплінарному контексті термін стає неоднозначним. Тому деякі вчені уточнюють групу тварин або походження каменів.

## Можливі функції

### Роздріблення їжі
Широко відомо, що птахи ковтають камінці для подріблення їжі. Це компенсує відсутність у них зубів. У птахів їжа змочується шлунковими соками в залозистому шлунку, після чого мускульний шлунок ритмічними скороченнями перетирає їжу з допомогою каменів. Шлунковими каменями завжди володіють представники безкілевих і багатьох куроподібних. Відомі випадки, коли в багаті на сніг зими зерноїдні птахи вмирали з голоду з повними шлунками їжі. Загалом вважається, що гастроліти для зерноїдних птахів є необов'язковими для виживання, але покращують травлення.
Кефалеві риби мають м'язистий шлунок, і, ймовірно, використовують навмисне проковтнутий мул для подрібнення їжі.
Можливо, деякі комахо- і всеїдні ящірки використовують для цього пісок.
Шлунковим каменям різних викопних хребетних (деякі стереоспондили, завроподи, тероподи) також найчастіше приписують подрібнюючу функцію.

### Перемішування їжі
Камені перешкоджають утворенню злиплих згустків, які можуть призвести до закрепів. Наприклад, страуси без доступу до каміння можуть померти від закрепу. Існує думка, що в завроподів гастроліти теж перемішували їжу (Gillette, 1992, 1994, 1995), але пізніші дослідження піддали гіпотезу сумніву (Wings, 2003, 2004; Wings та Sander, 2007).

### Джерело мінералів
Хребетні беруть мінерали з їжі, але при їх дефіциті можуть ковтати камені.

### Очищення шлунку
Деякі хижі птахи вдень ковтають малі камінці (4-20 мм у діаметрі), окремо від їжі, і, зазвичай, вивергають їх наступного дня до їдження. Імовірно, камінці помагають позбутися слизу, жиру і надлишків коїлінової (англ. koilin) кутикули з мускульного шлунку. Можливо, баклани й гагари теж використовують шлункові камені для очищення шлунку.

### Стимулювання шлункових залоз
Можливо, в деяких тварин камені стимулюють виділення соків або надають якісь потрібні для травлення речовини, але доказів цих гіпотез нема.

### Запасання мінералів
Біогастроліти (непатологічні конкременти) відомі в деяких груп ракоподібних. Вони формуються певними ділянками шлункового епітелію перед періодом линяння. Вважається, що вони зберігають мінерали, поглинуті зі старого екзоскелету.

### Баласт
Існують гіпотези, що деякі водні тварини — крокодили, ластоногі, пінгвіни й викопні плезіозаври — мають шлункові камені як баласт для контролю плавучості.